# 김지선 (희극인)
김지선(1972년 2월 5일 ~ )은 대한민국의 희극인 겸 방송인이다.

## 생애
김지선은 경기도 출신으로 1990년 서울예대 1학년때 KBS 코미디 탤런트 선발대회 대상 수상으로 데뷔하였으며 1991년 말 SBS 개국과 함께 잠시 자리를 옮겼다가 1995년 KBS에 돌아왔다.
가수 김혜연과 함께 '다산의 여왕'으로 연예계에 알려지면서 슈퍼맘으로 2009년에는 자칭 세계에서 유례가 없는 최초 '임신 개그우먼'를 선보였다.
슬하에 3남 1녀를 두었으며, '신궁(신이 내린 자궁)'이라 불리며 유부녀로서의 출산과 육아를 병행하면서 MBC '세바퀴'에서 시원시원한 리액션과 춤을 선보이는 열정을 보여주었다.

## 학력
- 서울예술대학교 영상학부 방송연예과 (중퇴)
- 단국대학교 예술디자인대학 공연영화학부 (졸업)

## 경력
- 1990년 대학 1학년때 KBS 코미디 탤런트 선발대회 대상 수상으로 데뷔
- 2003년 제39회 백상예술대상 TV 부문 여자 코미디언상 (KBS 개그콘서트)
- 2008년 12월 아리수 명예홍보대사
- 2009년 MBC 방송연예대상 버라이어티 부문 우수상 (세바퀴)
- 2012년 SBS 연예대상 베스트 엔터테이너상

## 방송
- CTS기독교TV 《내가 매일 기쁘게》
- MBC 《MBC 다큐프라임》 338회 : 놀아도 괜찮아 - 내레이션
- TV조선 《얼마예요?》
- 채널A 《아내가 뿔났다》 (특별출연)
- SBS 《영재 발굴단》
- 채널A 《웰컴 투 시월드》
- MBN 《충무로 와글와글》
- MBC 드라마넷 《부엉이》
- SBS 러브FM 《세상을 만나자》
- OBS 경인TV 《코미디 多웃자GO》
- MBC 《세바퀴》
- MBC 《오늘밤만 재워줘》
- SBS 《놀라운 대회 스타킹》
- YTN STAR 《불량주부》
- KBS2 《폭소클럽》
- KBS2 《행복한 밥상》
- KBS2 《개그콘서트》
  - 《꽃봉오리 예술단》
  - 《9시 언저리 뉴스》
  - 《봉숭아학당》
  - 《유언》
  - 《수달교》
  - 《개그법정》
- KBS 《쇼! 행운열차》
  - 《개화학당》
- KBS 《쇼 비디오 자키》 - 남남북녀
- KBS 《유머1번지》 - 열녀문, 괜찮아유
- KBS 《가족오락관》- 게스트 출연
- SBS 《초특급 꾸러기 대행진》 - 꾸러기 콘테스트 김경식 과 윤정수 함께 동시출연
- YTN 《원포인트 생활상식》
- 2004년 KBS2 드라마 《낭랑 18세》 - 윤정숙의 담임선생님 역 (특별출연)
- MBC MBC 《생방송 행복드림 로또 6/45》- 게스트 1056회

## 공연
- 2008 뮤지컬 줌마렐라

## CF
- 1990년 롯데푸드 롯데 정통 돈까스 - "쇼 비디오 자키 - 남남북녀" 팀으로 출연.
- 1993년 롯데제과 꽈배기 스크류바
- 2002년 아이엠넷피아 모바일로 - 강성범, 박성호와 함께 출연.
- 2009년 서울우유
- 2010년 슈에무라
- 2011년 한독 케토톱
- 2012년 우체국예금 우체국보험 - 에버리치

## 에피소드
김지선은 대학을 다니다 데뷔하여 학업을 계속 못하다가 둘째를 임신한 상태에서 시험을 봐 2006학번으로 입학하였다. 그 뒤 셋째를 낳고 넷째를 가진 뒤 휴학을 거듭하면서 우울증 증세로 인해 자살도 생각했었다고 겪었던 사연을 털어놔 평소의 이미지와 다른 모습으로 충격을 주었다.
2012년 2월 16일 박태환(체육교육과 08학번), 이정수(체육교육과 08학번), 인기그룹 가수 빅뱅의 T.O.P(공연영화학부 08학번), 쌍둥이 가수 윙크의 강승희(공연영화학부 02학번)와 함께 학사모를 썼다.